# Play or Die
Play or Die (no Brasil: Jogue ou Morra) é um filme de terror belga de 2019, dirigido por Jacques Kluger. Baseado no best-seller Puzzle, de Franck Thilliez, a história acompanha Lucas (Charley Palmer Rothwell), um jovem que participa de um jogo chamado Paranoia, usado como ferramenta para uma série de atrocidades.

## Enredo
Lucas e Chloé são um ex-casal disfuncional que, após um ano separados, se reencontram quando ela o convida para participar de um jogo chamado Paranoia, que promete um milhão de euros aos dois jogadores que chegarem ao final. Depois de reunir pistas e resolver enigmas, eles são aceitos no jogo e chegam a um hospital abandonado, onde a competição ocorrerá. Lá, encontram outros participantes que também se qualificaram. Uma voz misteriosa anuncia as regras, mas esconde duas informações cruciais: nada é real, e um deles morrerá.  
Assim que o jogo começa, Lucas estranha a organização da competição e desconfia que os organizadores querem matar todos os jogadores. Chloé, porém, acha que ele está sendo paranóico. Logo após passarem pelo primeiro desafio, eles encontram o cadáver de um participante. Assustados, tentam avançar no jogo para sobreviver. Em outra sala, descobrem mais um corpo e documentos sobre Naomi, uma paciente perigosa internada anos atrás naquele hospital. Chloé deduz que Naomi pode ser a assassina.  
Ao chegarem ao desafio final, na igreja do hospital, Chloé descobre a verdade: Lucas é o assassino — um psicopata com perda de memória. Ela o engana, fazendo-o acreditar que estão perto de vencer, sobe uma escada e o empurra do alto antes de fugir. Mas ele a encontra e a mata.  
Sem lembrar de seus atos, Lucas "confronta" o suposto assassino e, ao derrotá-lo, arranca sua máscara... só para ver o próprio rosto. Ele percebe que, na verdade, matou sua própria mãe e arquitetou todo o jogo. No final, mente para a polícia, dizendo que o verdadeiro culpado escapou.

## Disponibilidade
O filme estreou nos Estados Unidos em 18 de abril de 2019 e foi lançado em formato de vídeo sob demanda em 10 de julho do mesmo ano.